# Joaquín García Picher

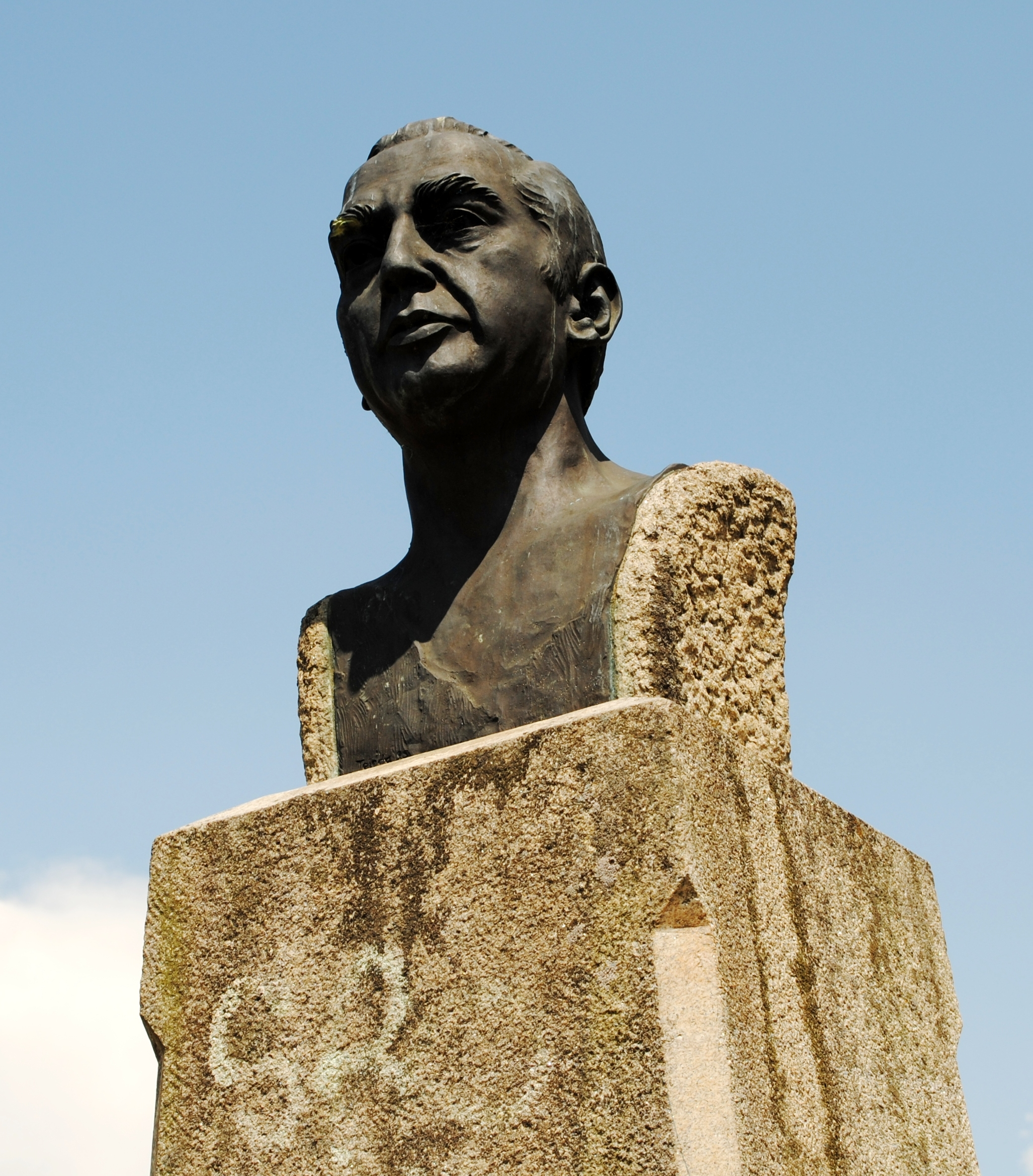
Busto de Joaquín García Picher ubicado en la Avenida Eduardo Cabello de Bouzas.

Joaquín García Picher (Vigo, 29 de agosto de 1932 – 12 de septiembre de 1985) fue un político español.

## Biografía
Perito industrial, profesor mercantil y economista. Era alcalde de Vigo cuando murió Franco, y apenas un mes después, el 23 de diciembre, logró que se aprobara en pleno la solicitud de amnistía general en lo que fue la primera demanda de este tipo en una localidad importante. En 1978 dimitió en un pleno municipal tumultuoso debido a las protestas de los vecinos por la venta de una parcela de propiedad municipal para rescatar una concesión municipal para dar paso a Enma González Bermello
Entre sus principales actividades están:
- Realizar las gestiones para conseguir que Vigo fuera la sede de la Copa Mundial de Fútbol de 1982
- Su esfuerzo para crear la Universidad de Vigo en la ciudad, empezando por la Escuela Superior de Ingenieros y el Colegio Universitario.[4]
- Hizo un estudio para un plan regulador de tráfico para Vigo.[5]
- Terminar de construir la casa consistorial municipal, la segunda en la historia de la ciudad, que fue inaugurada en 1976 por el Rey Juan Carlos I ante unas 60.000 personas que llenaron la plaza del Rey siendo su diseño fruto de un proyecto firmado por el Colegio Oficial de Arquitectos.[5]
- Renunció a la Presidencia de la Caja de Ahorros Municipal de Vigo (después Caixanova), siendo así el último alcalde que era a la vez presidente de esa caja de ahorros[6]
- Falleció en 1985.

| Predecesor: Antonio Ramilo Fernández-Areal | Alcalde de Vigo 1974-1978 | Sucesor: Enma González Bermello |